# Kids Top 20
De Kids Top 20 is een Nederlands muziekprogramma voor kinderen tussen 6 en 12 jaar waarvan de eerste aflevering in Nederland op 12 januari 2003 werd uitgezonden.
De Kids Top 20-chart is gebaseerd op een unieke hitlijst welke de kinderen zelf hebben gecreëerd door middel van stemmen via de website en is voor elk land verschillend.

## Nederland
Het televisieprogramma heeft een marktaandeel van gemiddeld 45% in de doelgroep. Er kijken wekelijks gemiddeld 200.000 kinderen naar de Kids Top 20. Dit maakte de Kids Top 20 een van de best bekeken kinderprogramma’s op Fox Kids en later Jetix. Sinds 8 september 2007 wordt het programma uitgezonden bij de publieke omroep, eerst door de TROS, en vanaf september 2014 door fusieomroep AVROTROS.
De Kids Top 20 werd vanaf 2003 gepresenteerd door Kim-Lian van der Meij. In september 2006 werd Kim-Lian vervangen door Nabila Marhaben. In 2007 werd het programma gepresenteerd door zangeres Elise van der Horst, eerst bij Jetix en vanaf september bij de TROS. Zij werd in december 2007 vervangen door Monique Smit. Smit presenteerde vervolgens het programma tot 2015, ze ging met zwangerschapsverlof maar keerde hierna niet terug. Sindsdien was de presentatie in handen van acteur Buddy Vedder, hij presenteerde het programma tot juni 2018. Sinds het najaar van 2018 presenteert Stephanie van Eer de Kids Top 20. In juni 2021 maakte ze in de laatste uitzending van het seizoen bekend te stoppen met de presentatie van de Kids Top 20. In augustus 2021 werd bekendgemaakt dat Stefania Liberakakis de nieuwe presentatrice is van de Kids Top 20. Ook werd bekendgemaakt dat het programma een ander uiterlijk krijgt. 
In 2003 won de Kids Top 20 de Gouden Stuiver.
Op 15 juni 2024 werd in het programma bekendgemaakt dat Stefania Liberakakis zou stoppen als presentatrice van de Kids Top 20, om te worden opgevolgd door Matheu Hinzen.

### Presentatie
- Kim-Lian van der Meij (2003 - 2006)
- Nabila Marhaben (2006)
- Elise van der Horst (2007)
- Monique Smit (2007 - 2015)
- Buddy Vedder (2015 - 2018)
- Stephanie van Eer (2018 - 2021)
- Stefania Liberakakis (2021 - 2024)
- Matheu Hinzen (2024 - heden)

## België
Ook in België was er de Kids Top 20. Het liedjesprogramma was te zien op VTM bij TamTam, en later ook op vtmKzoom en werd zeven jaar lang gepresenteerd door Ellen Dufour. De stem van het Showbizznieuws en de lijst was Timo Descamps.
In maart 2010 werd bekendgemaakt gemaakt dat het populaire muziekprogramma voor de kids van het scherm zou verdwijnen in Vlaanderen. De Vlaamse Media Maatschappij vond dat zeven jaar genoeg was. Bovendien vond men dat Ellen Dufour te oud geworden was om een kinderprogramma te presenteren. De laatste aflevering was te zien op woensdag 7 april 2010 op vtmKzoom. De zendplaats van de Kids Top 20 werd op vtmKzoom ingenomen door het actualiteitsprogramma Woow!. In dat actualiteitsprogramma hebben ze ook wel een vtmKzoom-hitlist, maar verder heeft het niets met muziek te maken.

## Finland
In Finland werd het programma door zangeres Tea Hiilloste op de zender MTV3 uitgezonden. De eerste uitzending was op 15 oktober 2005. Na 110 afleveringen kwam er op 17 mei 2009 een einde aan de Finse editie.

## Duitsland
In februari 2006 begonnen de uitzendingen in Duitsland, op de zender Nickelodeon. De Kids Top 20 werd daar gepresenteerd door zangeres Nika Krosny. Het programma werd in Duitsland echter na één seizoen alweer van de buis gehaald.

## Frankrijk
Van 2008 tot 2015 werd het programma ook in Frankrijk uitgezonden op de zender TéléTOON+, onder de naam Kids 20. Het programma kende gedurende 7 seizoenen een vijftal presentatoren, te beginnen met zangeres Elodie, die na één seizoen werd opgevolgd door zangeres Sarah Michelle. In 2011 nam zangeres Caroline Costa het stokje van haar over en in 2013 nam het duo Carla & Stanley de laatste twee seizoenen voor hun rekening.